# Bahnhof Galera

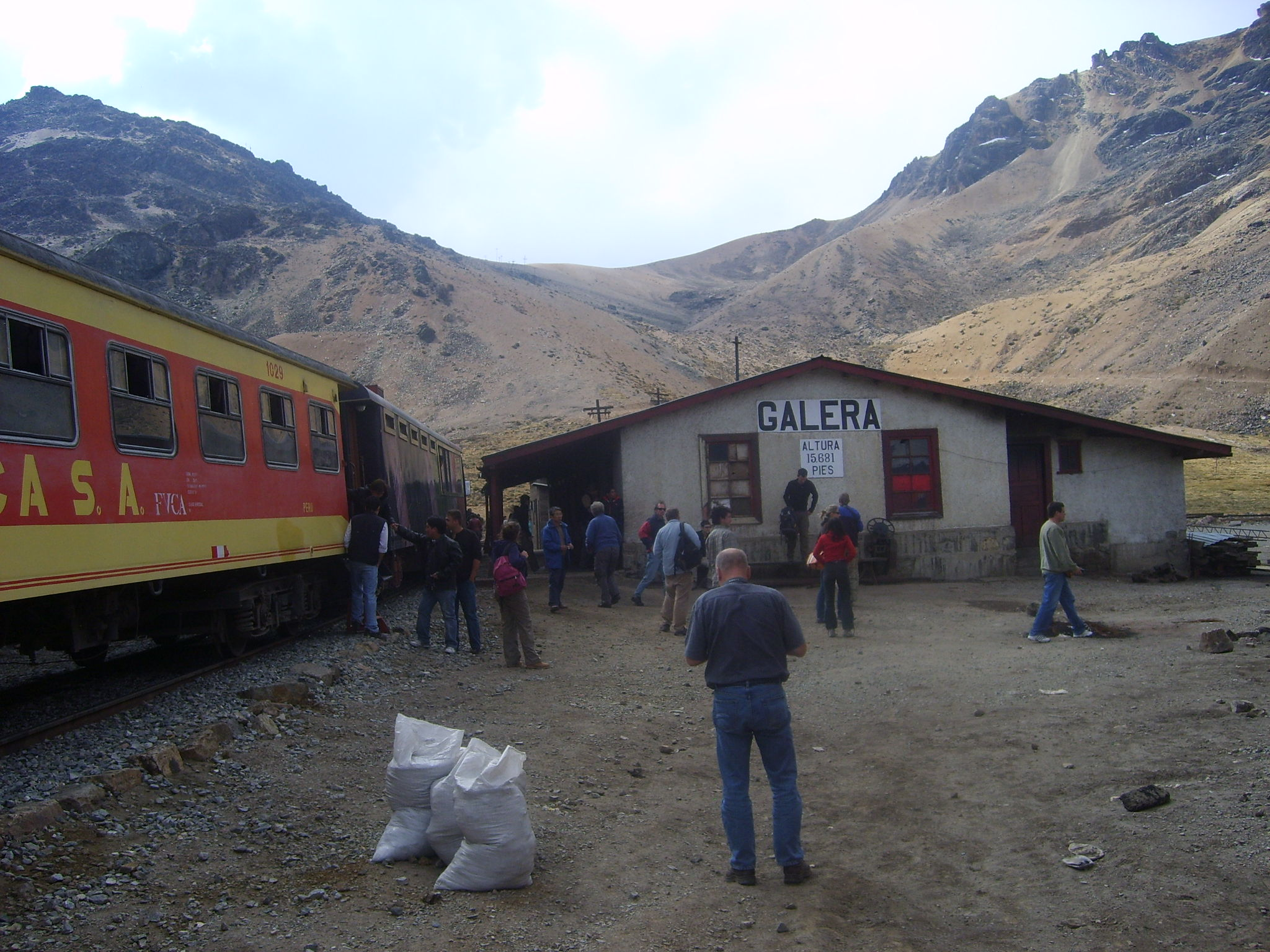
Bahnhof Galera

Galera ist mit 4781 m der am höchsten gelegene Bahnhof an der Bahnstrecke Lima–La Oroya in den Anden in Peru, der höchstgelegene Bahnhof in Amerika und einer der am höchsten gelegenen Bahnhöfe der Welt.

## Geografie
Der Bahnhof liegt unweit des Scheitelpunkts der Bahnstrecke Lima–La Oroya (auch: Peruanischen Zentralbahn), der sich auf 4784 m im Galera-Tunnel in der Nähe des Straßenpasses Abra de Anticona befindet. Das ganze Passgebiet ist im Volksmund vor allem auch durch den Namen der Siedlung Ticlio bekannt. Der Scheitelpunkt liegt auch gleichzeitig auf der Wasserscheide zwischen den Gewässern, die in den Pazifik und in den Atlantik münden.

## Geschichte
In den Jahren 1992–2003 war der Bahnhof außer Betrieb, weil die Strecke infolge der Bedrohung durch die Terrorgruppe Sendero Luminoso stillgelegt war.

## Höhenvergleich mit anderen Bahnlinien
Der Bahnhof Galera liegt deutlich höher als die Scheitelpunkte der Peruanischen Südbahn, die zwischen Arequipa und Puno, im Bahnhof Crucero Alto, eine Höhe von 4470 m und zwischen Puno und Cusco am Pass la Raya lediglich 4314 m erreicht. Der Bahnhof La Cima an der Morococha-Linie, die von der Peruanischen Zentralbahn abzweigte, aber nicht mehr befahren wird, übertraf dagegen mit einer Höhe von 4818 m den Bahnhof Galera. Von dort führte die Anschlussbahn eines Bergwerks bis auf 4830 m Höhe. Eine vergleichbare Höhe erreichte die inzwischen abgebaute Collahuassi-Strecke in Chile (4821 m). Die von der Bahnstrecke Arica–La Paz abzweigende Tacora-Bergwerksbahn bei Villa Industrial in Chile soll 4875 m, nach anderen Quellen sogar bis zu 4980 m erreicht haben und somit die höchstgelegene Bahnanlage des amerikanischen Kontinents gewesen sein. Alle diese Rekorde sind 2006 durch den Bau der Lhasa-Bahn übertroffen worden, deren Bahnhof Tangula auf 5068 m liegt.

## Andere höchstgelegene Bahnhöfe
- Tangula – 5068 m (Tibet, China)
- Cóndor – 4786 m (Bolivien)